# Malacosoma laurae
Espèce
L'espèce Malacosoma laurae est un insecte lépidoptère (papillon) appartenant à la famille des Lasiocampidae et au genre Malacosoma.
- Répartition : sud de l’Espagne.
- Période de vol : mai à juin.
- Habitat : uniquement présent sur l’île de Bacuta.
- Plantes-hôtes : Limonastrium monopetalum.

## Source
- P.C. Rougeot, P. Viette, Guide des papillons nocturnes d'Europe et d'Afrique du Nord, Delachaux et Niestlé, Lausanne 1978.